# Каландадзе, Виссарион Дмитриевич
Бесик Каландадзе (род. 1956) — грузинский музыкант, вокалист.

## Биография
Родился в 1956 году в г. Тбилиси. Окончил экономический факультет Тбилисского государственного университета. Начало профессиональной музыкальной карьеры приходится на 1974 год, когда Бесо пригласили солистом-вокалистом в Государственный эстрадный оркестр Грузии «Реро». В 1978 году Каландадзе переходит в ВИА «75», в составе которого остается до распада последнего в 1986 году. Именно он является исполнителем и аранжировщиком таких известных хитов ансамбля как «Ивы», «Белая ночь», «Подснежник», «Росинки», «Месяц Святого Георгия».
После распада ВИА «75» Каландадзе на некоторое время вернулся к своей основной специальности, однако в конце 1990-х вернулся на большую сцену, заново записал некоторые из старых песен, а также несколько новых.